# 300 (film)
300 er en amerikansk film fra 2007 som er baseret på en tegneserieroman af samme navn af Frank Miller som igen er delvis inspireret af en anden film ved navn, 300 Spartans, og er en fiktiv genfortælling af Slaget ved Thermopylæ i år 480 f.Kr. Filmen er instrueret af Zack Snyder og med Frank Miller som producent og konsulent. Filmen blev hovedsagelig filmet med bluescreen for at opnå det samme billedsprog som i tegneserien.
Filmen handler om spartaneren Kong Leonidas (Gerard Butler), der med 300 spartanere  til det sidste mod den persiske Kong Xerxes (Rodrigo Santoro) og hans hær af over en million soldater, mens Dronning Gorgo (Lena Headey) i Sparta forsøger at mane til støtte for sin ægtemand Leonidas. Fortællingen er fortalt via voice-over af den spartanske soldat Dilios (David Wenham). Gennem denne fortælleteknik bliver diverse fantastiske væsener introduceret, der  placerer filmen 300 indenfor genren historisk fantasy.
Filmen blev efterfulgt af 300: Rise of an Empire i biograferne marts 2014.

## Medvirkende
| Skuespiller        | Rolle                                            |
| ------------------ | ------------------------------------------------ |
| Gerard Butler      | Kong Leonidas: Konge af Sparta                   |
| Lena Headey        | Dronning Gorgo: Leonidas' hustru                 |
| David Wenham       | Dilios: Fortæller og spartansk soldat            |
| Dominic West       | Theron: en korrupt spartansk politiker           |
| Michael Fassbender | Stelios: ung og dygtig spartansk soldat          |
| Vincent Regan      | Kaptajn Artemis: Leonidas' lojale kaptajn og ven |
| Rodrigo Santoro    | Kong Xerxes: Konge af Persien                    |
| Andrew Tiernan     | Ephialtes: Pukkelrygget spartansk udstødt        |
| Andrew Pleavin     | Daxos: arkadiansk soldat                         |
| Tom Wisdom         | Astinos: Kaptajn Artemis' ældste søn             |
| Giovani Cimmino    | Pleistarchos: Leonidas' søn                      |
| Peter Mensah       | Persisk budbringer                               |
| Kelly Craig        | Orakelkvinde                                     |
| Tyler Neitzel      | Den unge Leonidas                                |
| Robert Maillet     | Gigant                                           |